# Buncombe County
Buncombe County är ett administrativt område i delstaten North Carolina, USA, med 238 318 invånare. Den administrativa huvudorten (county seat) är Asheville. 

## Geografi
Enligt United States Census Bureau så har countyt en total area på 1 709 km². 1 699 km² av den arean är land och 10 km² är vatten. 

### Angränsande countyn
- Madison County - nord
- Yancey County - nordost
- McDowell County - öst
- Rutherford County - sydost
- Henderson County - syd
- Haywood County - väster